# Micragasma substrigosum
Micragasma substrigosum är en skalbaggsart som först beskrevs av Edmund Reitter 1897.  Micragasma substrigosum ingår i släktet Micragasma och familjen vattenbrynsbaggar. Inga underarter finns listade i Catalogue of Life.